# Le ricette di Arturo e Kiwi
Le ricette di Arturo e Kiwi è una serie animata televisiva, improntata in modo comico (ma con valenza didattica), che illustra in quattro minuti svariate ricette, tipiche della cucina regionale italiana, mentre nelle ultime due stagioni sono presenti alcuni piatti stranieri.

## Produzione

### Realizzazione
Le ricette di Arturo e Kiwi nascono nel 2006 per mano di Andrea Zingoni, uno dei fondatori dei Giovanotti Mondani Meccanici. L'animazione è stata realizzata dallo studio Cartobaleno. Nel biennio 2006-2007 sono state realizzate due serie di 13 episodi ciascuna con ricette italiane, nel 2008 è stata prodotta una terza serie di 13 episodi dal titolo Arturo e Kiwi - Cucina per i cuccioli con ricette internazionali, e due anni dopo una quarta serie sempre con 13 episodi con lo stesso titolo ma con ricette italiane e internazionali.
La prima serie è andata in onda dal 7 maggio 2007 inizialmente dal lunedì al venerdì all'interno del programma televisivo per ragazzi Trebisonda, in fascia pomeridiana su Rai 3, per poi spostarsi dal 12 dello stesso mese esclusivamente al sabato ed alla domenica alla mattina, fascia oraria mantenuta per la trasmissione dei restanti episodi della prima stagione e per tutti quelli della seconda. Successivamente il programma fu ospitato sempre su Rai 3, la domenica mattina, all'interno di È domenica papà, dove furono mandate in onda anche la terza e quarta serie. Occasionalmente è andata in onda anche all'interno de La prova del cuoco di Rai 1.
Nel 2007 la serie vinse il Premio Alta Qualità per l'infanzia Il Grillo mentre nel 2010 venne pubblicata un'applicazione per iPad dove i due protagonisti spiegavano sempre in maniera umoristica i consigli d'uso degli utensili e degli elettrodomestici da cucina, assieme ad alcune regole del galateo.

### Origine
La serie è un'evoluzione di alcuni cartoni animati realizzati diversi anni prima da Zingoni ed Held e andati in onda sul portale internet My-Tv. La serie si intitolava La Cucina Ginese, dato che nei primi due episodi dei sei totali era Gino il pollo, la più nota creatura del disegnatore a fare da assistente allo chef Q-Gino, il quale altri non era se non il gallo del logo della Riso Gallo. La serie, infatti, era una sorta di spot pubblicitario per le varie tipologie di cereali prodotte dall'azienda. In questa serie fa il suo esordio assoluto il Kiwi, prima come "ingrediente" trovato da Gino e poi, a partire dal terzo episodio, come assistente di cucina. Durante gli episodi de La Cucina Ginese sono riconoscibili alcune battute e tormentoni che oggi caratterizzano il duetto Arturo e Kiwi, quindi si può considerare la serie un anello di congiunzione tra le due opere di Zingoni. I sei episodi sono stati disponibili in rete prima sul sito ufficiale e successivamente sul canale YouTube ufficiale di Riso Gallo dal dicembre 2013.

## Personaggi
La serie conta due personaggi, con lo stile del duetto comico. Spesso la cucina cambia alcuni dettagli d'arredo, per adattarsi alla città o nazione del piatto presentato. Nella presentazione delle ricette viene adottato un metro per definirne la difficoltà chiamato "Grado Kiwi" con valori a partire da 1 (facilissimo) a 7 (impegnativo).
Arturo
Il cuoco, è un burbero (ma fondamentalmente bonario) mastino napoletano che, come dice lui stesso, ha lasciato il cuore nella città partenopea. È uno chef molto raffinato e preparato e il suo ruolo è quello di introdurre e illustrare le ricette. Nei battibecchi con Kiwi è sovente ripetere la frase-tormentone «Mammina mia dammi la forza!». Fra i vari grembiuli indossati, ne porta spesso uno con scritto "Italians do it better" (celebre slogan di Madonna) e talvolta uno con "We are the champions" (con lo sfondo del tricolore italiano). La voce di Arturo è quella di Andrea Zingoni.
Kiwi
L'assistente, è uno stralunato kiwi neozelandese. Ha il ruolo di preparare materialmente le ricette, è una "buona forchetta" e ha la passione per i vini e altri alcolici, e infatti ogni volta che tenta di berne è puntualmente rimbrottato da Arturo. Le sue entrate in scena sono sempre da "avanspettacolo", nelle quali si presenta con dei curiosi costumi, per poi toglierseli, attaccare tormentoni come «Kiwi, kiwi allelujah!» e (spesso) essere preso a padellate da Arturo. Queste entrate in scena, i fraintendimenti linguistici con Arturo su alcuni termini culinari, il tono di voce e l'aspetto da pulcino, lo rendono il "lato" comico del duetto. Il personaggio inoltre parla sostituendo le vocali di fine parola con le "u" ed è mostrato come latin lover, spesso a telefono con le sue conquiste, ma di lui si sa anche che è sposato e che ha dei figli. Pur essendo abile in cucina, quando ha a che fare col fuoco finisce spesso per scottarsi, venendo prontamente rimproverato da Arturo con la domanda-tormentone "Come si soffre?" "In silenzio". La voce di Kiwi è sempre quella di Andrea Zingoni.

## Episodi
I titoli degli episodi sono omonimi alle ricette presentate in essi.

### Stagione 1
| N° | Titolo                       | Prima TV       |
| -- | ---------------------------- | -------------- |
| 1  | Panzanella                   | 2007           |
| 2  | Trenette al pesto            | 2007           |
| 3  | Zabaione con lingue di gatto | 7 maggio 2007  |
| 4  | Crostini di fegatini         | 8 maggio 2007  |
| 5  | Cacciucco                    | 10 maggio 2007 |
| 6  | Costolette alla milanese     | 9 maggio 2007  |
| 7  | Pollo alla cacciatora        | 2007           |
| 8  | Polpettone                   | 11 maggio 2007 |
| 9  | Sarde in tortiera            | 2007           |
| 10 | Saltimbocca alla romana      | 2007           |
| 11 | Tagliatelle al ragù          | 2007           |
| 12 | Tiramisù                     | 2007           |
| 13 | Focaccia dolce di ricotta    | 2007           |

### Stagione 2
| N° | Titolo                              | Prima TV |
| -- | ----------------------------------- | -------- |
| 1  | Spaghetti alla carbonara            | 2007     |
| 2  | Penne all'arrabbiata                | 2007     |
| 3  | Spaghetti con le vongole            | 2007     |
| 4  | Orecchiette con polpettine al sugo  | 2007     |
| 5  | Gnocchi di patate al burro e salvia | 2007     |
| 6  | Salsicce e fagioli all'uccelletto   | 2007     |
| 7  | Sarde a beccafico                   | 2007     |
| 8  | Sauté di cozze e vongole            | 2007     |
| 9  | Scaloppine al marsala               | 2007     |
| 10 | Carpaccio di manzo                  | 2007     |
| 11 | Torta di noci al cioccolato         | 2007     |
| 12 | Panna cotta                         | 2007     |
| 13 | Pesche all'amaretto                 | 2007     |

### Stagione 3
| N° | Titolo                                         | Prima TV |
| -- | ---------------------------------------------- | -------- |
| 1  | Milkshake alla fragola                         | 2008     |
| 2  | Baby kebab di carne macinata                   | 2008     |
| 3  | Fantasmini di Halloween                        | 2008     |
| 4  | Pretzel salati                                 | 2008     |
| 5  | Crepes al cioccolato                           | 2008     |
| 6  | Banana Split                                   | 2008     |
| 7  | Torta di San Valentino                         | 2008     |
| 8  | Pollo al limone alla cinese                    | 2008     |
| 9  | Tropical beach cocktail con spiedini di frutta | 2008     |
| 10 | Baby burritos                                  | 2008     |
| 11 | Pancakes con sciroppo d'acero                  | 2008     |
| 12 | Tempura di calamari e verdure                  | 2008     |
| 13 | Quiche lorraine                                | 2008     |

### Stagione 4
| N° | Titolo                             | Prima TV |
| -- | ---------------------------------- | -------- |
| 1  | Brigadeiros                        | 2010     |
| 2  | Granita al limone alla siciliana   | 2010     |
| 3  | Crema catalana                     | 2010     |
| 4  | Polpette di carne alla Arturo      | 2010     |
| 5  | Marmellata di kiwi                 | 2010     |
| 6  | Pizza margherita                   | 2010     |
| 7  | Tortilla de patatas                | 2010     |
| 8  | Lassi di mango                     | 2010     |
| 9  | Riso alla cantonese con gamberetti | 2010     |
| 10 | Croque Monsieur                    | 2010     |
| 11 | Spaghetti al pomodoro crudo        | 2010     |
| 12 | Muffin al cioccolato               | 2010     |
| 13 | Pojarski al salmone                | 2010     |